# Tomohisa Yoshida
Tomohisa Yoshida (japanisch 吉田 智尚 Yoshida Tomohisa; * 27. Mai 1984 in der Präfektur Tokio) ist ein ehemaliger japanischer Fußballspieler.

## Karriere
Yoshida erlernte das Fußballspielen in der Schulmannschaft der Nara Ikuei High School. Seinen ersten Vertrag unterschrieb er 2003 bei Ōita Trinita. Der Verein spielte in der höchsten Liga des Landes, der J1 League. Im Oktober 2004 wechselte er zum Drittligisten Ehime FC. 2005 wechselte er zum Zweitligisten Mito HollyHock. Für den Verein absolvierte er drei Ligaspiele. Danach spielte er bei Zweigen Kanazawa, FC Machida Zelvia, Fukushima United FC und Nara Club. Ende 2015 beendete er seine Karriere als Fußballspieler.